# Jean XIV Kalékas
Jean XIV Kalékas (en grec : Ίωάννης ΙΔ' Καλέκας) est patriarche œcuménique de Constantinople de février 1334 au 2 février 1347.
Jean XIV Kalékas prit part au concile de Constantinople de 1341 qui condamna Barlaam de Calabre et exonéra Grégoire Palamas. Il se retourna contre le régent Jean Cantacuzène après que celui-ci eut été proclamé empereur à Didymotique et, avec l’appui de l’impératrice Anne de Savoie et d’Alexis Apokaukos, se proclama lui-même régent, ce qui déclencha la deuxième guerre civile de Byzance. Il en vint cependant à condamner l’hésychasme et Grégoire Palamas. Après l’assassinat d’Alexis Apokaukos, le vent tourna en faveur de Jean Cantacuzène et, à la veille de son entrée à Constantinople, Jean XIV fut déposé par Anne de Savoie et condamné par le synode. Après un bref exil à Didymotique, il put rentrer à Constantinople où il mourut le 29 décembre 1347.

## La lutte contre l’hésychasme
Né probablement en 1282 à Apros en Thrace, Jean fut élevé dans un milieu modeste. Il se maria et eut un garçon et une fille. Ordonné prêtre, il devint bientôt le protégé de Jean Cantacuzène, premier ministre et général en chef des armées d’Andronic III Paléologue, lequel l’introduisit à la cour. C’est également Jean Cantacuzène qui, contre la volonté du synode patriarcal, fit élire Jean Kalékas d’abord comme évêque métropolitain de Thessalonique, puis comme patriarche de Constantinople en février 1334, en succession d’Isaïe.
La querelle de l’hésychasme (terme signifiant « tranquillité ») prit naissance dans une confrontation entre un moine du Mont Athos, Grégoire Palamas (1296-1359), et un philosophe gréco-latin de Calabre du nom de Barlaam. Pour les hésychastes, la connaissance de Dieu pouvait être atteinte de façon intuitive en fixant son attention sur le cœur tout en récitant indéfiniment l’invocation « Seigneur Jésus, Fils de Dieu, ayez pitié de moi ». Barlaam, comme philosophe, privilégiait l’approche platonicienne selon laquelle tout effort impliquant le corps ne pouvait que nuire à la raison,. La dispute s’envenima jusqu’au début de juin 1341 lorsque l’empereur Andronic III, qui appuyait Palamas, réunit le cinquième concile de Constantinople au terme duquel Jean XIV, quoique plutôt favorable à Barlaam, ne s’opposa pas à sa condamnation. Le patriarche, en effet, ne voulait pas d’une querelle théologique à un moment où la santé de l’empereur laissait prévoir une fin prochaine.
Un second concile se réunit en aout 1341 qui se prononça à nouveau en faveur de Palamas. Andronic III étant décédé le 15 juin, ce fut Cantacuzène qui présida le concile. La rivalité entre Cantacuzène et Jean XIV éclata au grand jour, le patriarche ne désirant nullement avaliser les décisions de quelqu’un qui, comme lui, se voulait régent de l’empire. Bien que l’impératrice douairière n’eût guère d’inclinaison pour les choses théologiques, elle était sous l’emprise du patriarche et se rangea du côté de celui-ci. Pour sa part, Grégoire Palamas se trouvait à Constantinople au moment de la mort de l’empereur et prit parti tout naturellement en faveur de Cantacuzène dont il appuya les droits à la régence.
Le prestige de Palamas était trop grand pour que le patriarche puisse faire taire celui-ci. Aussi le relégua-t-il dans un obscur monastère du Bosphore. Mais la querelle ne s’apaisa pas pour autant et divers théologiens intervinrent en sa faveur. En 1343, Kalékas fit arrêter et emprisonner Palamas. En novembre 1344, un synode patriarcal excommunia Palamas et proposa la réhabilitation de son adversaire Grégoire Akindynos,. Palamas demeura emprisonné jusqu’après la mort de Jean XIV. Pendant le même synode, le patriarche réussit à faire excommunier l’évêque élu de Monembasia, Isidore, un disciple de Palamas qui devait par la suite lui succéder.

## La guerre civile
Après le décès d’Andronic III en juin 1341, deux factions se firent jour. Andronic laissait le trône à Jean V Paléologue, alors âgé de neuf ans et qui n’avait pas encore été ni proclamé ni couronné coempereur. Cet état de fait créait un vide légal et posait la question du gouvernement de l’empire. En vertu de la tradition, la régence devait revenir à l’impératrice douairière, Anne de Savoie. Toutefois, le patriarche Jean Kalékas revendiqua également le titre de régent, s’appuyant sur le fait indiscutable que l’empereur Andronic l’avait nommé une première fois régent lorsqu’il avait quitté Constantinople en 1334 et une deuxième fois pendant qu’il était en campagne dans le Nord de la Grèce. Prenant les devants, Cantacuzène se proclama régent et s’installa au palais impérial, arguant de ses étroits rapports avec l’empereur défunt et du fait qu’il était de facto chargé des affaires de l’État.
L’impératrice douairière Anne de Savoie, bien que détestant Cantacuzène, accepta dans un premier temps le fait accompli. C’est alors qu’entra en scène l’ambitieux mega dux (amiral de la flotte) Alexis Apokaukos. Créature de Cantacuzène, celui-ci tenta d’abord de convaincre son ancien mentor de se proclamer empereur, espérant ainsi un nouvel avancement. Mais sur le refus de ce dernier, il changea d’allégeance et se rangea aux côtés du patriarche et de l’impératrice douairière qui le nomma éparque de Constantinople,.
Au début, Cantacuzène tenta de régler le problème par la négociation. Mais ses envoyés furent systématiquement emprisonnés et ses partisans excommuniés par le patriarche Jean XIV qui s’était officiellement fait proclamer régent pour le jeune Jean V. Le 19 novembre 1341, après que Cantacuzène se fut fait proclamé (mais non couronné) empereur à Didymotique, la régence procéda au couronnement solennel de Jean V et le patriarche Kalékas excommunia Cantacuzène.
Dans les premières années, la régence exercée par l’impératrice et le patriarche avec l’aide du mega dux eut le dessus. Mais aidé par Orkhan Ier, souverain de l’émirat ottoman, et d’Umur Bey, Jean Cantacuzène parvint à partir de 1345 à reprendre le dessus. La même année, Alexis Apokaukos fut assassiné par les prisonniers d’une nouvelle prison qu’il était en train d’inspecter, ce qui porta un dur coup à la régence,. Étienne Dušan s’étant fait couronner en 1346 et Alexandre de Bulgarie s’étant fait couronner « empereur des Bulgares et des Grecs », il ne restait plus à Cantacuzène qu’à se faire lui-même couronner, ce qu’il fit à Andrinople, la cérémonie étant présidée par le patriarche en exil de Jérusalem, le plus haut dignitaire ecclésiastique disponible après Jean XIV Kalékas. Il convoqua également à Andrinople une réunion des évêques favorables à Palamas qui prononça la déposition de Jean XIV Kalékas. Cantacuzène entra à Constantinople en 1347 et conclut un accord avec Anne de Savoie au terme duquel lui-même règnerait comme empereur principal avec Jean V pour une période de dix ans, soit jusqu’à la majorité de celui-ci, moment où les deux empereurs partageraient également le trône,.

## La chute et les dernières années
Pendant ce temps, la dispute concernant l’hésychasme se poursuivait. Au cours de la guerre civile, les riches et puissants propriétaires terriens qui dominaient les campagnes s’étaient ralliés à Cantacuzène alors que la population en général, qui vivait souvent dans une pauvreté abjecte, appuyait l’impératrice et le patriarche. À cette division campagne/ville se superposa celle des palamites et des anti-palamites. En effet, les positions plutôt conservatrices et anti-occidentales des aristocrates ainsi que leurs positions farouchement orthodoxes, leur opposition aux monastères catholiques, expliquaient leur attachement croissant au mouvement hésychaste dont les vues étaient surtout rejetées dans les villes. Même si les hésychastes ou palamites ne se rangèrent pas tous du côté de Cantacuzène et les anti-palamites du côté de la régence, être partisan du palamisme devint bientôt synonyme de partisan de Cantacuzène, être anti-palamite équivalant à se ranger du côté de l’impératrice et du patriarche.
Désireuse de se rallier les défenseurs de Cantacuzène qui appuyaient Palamas, l’impératrice, qui s’était réconciliée avec Cantacuzène, convoqua un synode en février 1347 qu’elle présida avec celui-ci. Jean Kalékas refusa de s’y présenter. Le synode confirma la décision prise in abstentia lors de la réunion des évêques d’Andrinople et déposa officiellement Jean XIV le 2 février, de même qu’il excommunia Grégoire Akindynos,.
Les attendus du synode furent publiés dans un décret impérial de Jean VI en mars et entérinés par une autre assemblée où siégèrent les patriarches de Jérusalem et les évêques présents lors du synode d’Andrinople. En mai 1347, un moine palamite du Mont Athos, Isidore Boukheiras, remplaça Jean Kalékas qui dut partir en exil. Toutefois, vers la fin de 1347, Jean XIV obtint la permission de revenir à Constantinople où il mourut le 29 décembre de la même année.